# 田場典正
田場 典正（たば てんせい、1917年3月28日 - 2006年11月2日）は、日本の銀行家。

## 経歴
沖縄県出身。1941年に早稲田大学商学部を卒業し、1942年に日本通運を経て、1948年6月に琉球銀行に入行。1972年1月に専務に就任し、1981年6月には頭取に昇格。1985年6月に会長に就任し、1994年6月には取締役相談役に退いた。
1987年4月に勲二等瑞宝章を受章。
2006年11月2日に肺炎のために死去。89歳没。